# سلطان الأطرش
سلطان الأطرش والمعروف باسم سلطان باشا الأطرش (5 مارس 1891 – 26 مارس 1982) قائد سوري ينتمي إلى طائفة الموحدين الدروز. وكان يُعدُّ القائد العام للثورة السورية الكبرى التي اندلعت في سورية ضد الاستعمار الفرنسي في 21 تموز عام 1925، بقيادة ثوار جبل العرب في جنوب سوريا، وانضم تحت لوائهم عدد من المجاهدين من مختلف مناطق الدول العربية. ولقد اغتيل قادات الثورة من العشائر في الجهة الشرقية وحوران بمؤامرات حيكت من قبل شخصين قيل أن أحدهما سلطان الأطرش.[بحاجة لمصدر]

## حياة سلطان وتراث العائلة
ولد سلطان باشا الأطرش في قرية القريا في محافظة السويداء منطقة صلخد في بلاد الشام في العام 1888 وتوفي في 26 مارس 1982، لدى عائلة الأطرش الدرزية الشهيرة، والده ذوقان بن مصطفى بن إسماعيل الثاني مؤسس المشيخة الطرشانية 1869، كان مجاهداً وزعيماً محلياً قاد معركة ضارية في نواحي الكفر عام 1910، وهي إحدى معارك أبناء الجبل ضد سامي باشا الفاروقي، والتي كانت تشنها السلطنة العثمانية على جبل الدروز لكسر شوكته وإخضاعه لسيطرتها، أعدمه الأتراك شنقاً بسبب تمرده عام 1911. أماّ والدة سلطان فهي شيخة بنت إسماعيل الثاني.
هو كبير إخوته علي ومصطفى وزيد، وله أختان سمّية ونعايم
تزوج في سن التاسعة عشرة من عمره من ابنة عمه فايز غازية لكنها توفيت بعد فترة قصيرة دون أن يرزق منها أطفالاً
و بعد عودته من الخدمة الإجبارية تزوج من ابنة الشيخ إبراهيم أبو فخر من بلدة نجران بسوريا واسمها تركية ورزق منها جميع أولاده
الذكور: طلال وفواز ويوسف وجهاد توفوا جميعاً ومنصور وناصر وطلال والإناث: غازية وبتلاء وزمرد وتركية ونايفة وعائدة ومنتهى

## الثورة العربية الكبرى
التحق سلطان باشا الأطرش بالعسكر العثماني وادى الخدمة العسكرية للدولة العثمانية في الأنضول ومنح لقب باشا تقديرا لهُ من السلطات العثمانية على خدماتهِ في دول أوروبا الشرقية (البلقان)، وبعد أنتهاء خدمته كانت الحرب العالمية الأولى قد حطت أوزارها. والظاهر انه أراد التصدي للوجود الفرنسي والبريطاني فعاد إلى بلاد الشام وابتدأ ينشط بالاتصال بالحركات العربية. وبفضل علاقته الدائمة بدمشق، فصارت القرياّ ملجأ ومعقلاً للمناضلين الملتحقين بالثورة العربية في العقبة. وكان سلطان الأطرش أول من رفع علم الثورة العربية على أرض الشام (سورية) قبل دخول جيش الملك فيصل، حيث رفعه على داره في القرياّ، وكان في طليعة الثوار الذين دخلوا دمشق سنة 1918، بعد أن رفع العلم العربي في ساحة المرجة فوق دار الحكومة بدمشق، منحه الملك (فيصل الأول) لشجاعته لقب (باشا) عام 1918، في الجيش العربي. وبعد تقسيم منطقة الشرق الأوسط وبلاد الشام إلى خمس فدريليات، طرح عليه الفرنسيون حكم جبل الدروز في محافظة السويداء بصفته الزعيم الدرزي الأبرز يومها. لكنهُ رفض رفضا قاطعا وكان مع التيار الإسلامي العربي الذي يسعى سعيا دؤوبا لإلغاء دولة لبنان الكبير وذلك بحجة إنشاء فكرة دولة عربية سورية بديلة بحجة الوحدة والرفض للتجزئة والاستعمار.

## بدايات النضال ضد الفرنسيين
في تموز 1920، جهز سلطان الأطرش قوات كبيرة لنجدة يوسف العظمة في ميسلون ووصل مع فرسانه إلى براق جنوب دمشق، إلا أنه سمع هناك نبأ حسم المعركة وانكسار الجيش العربي واستشهاد القائد يوسف العظمة وزير الدفاع.
عارض سلطان إنشاء الدولة الدرزية عام 1921 وقبل ذلك وبعده عارض بشدة الانتداب الفرنسي، فأرسل رفاقه للحاق بالملك فيصل الأول قبل إن يغادر على الطراد البريطاني في (حيفا)، برسالة شفهية نقلها حمد البربور إلى الملك فيصل الأول مفادها، دعوة الملك إلى السويداء- جبل العرب لإقامة الدولة العربية هناك والاستمرار بالمقاومة. إلا أن جواب الملك فيصل كان: «قل لسلطان، فات الأوان».
ومن بعد أن قال مات الفيصل

## الثورة السورية الكبرى

### سير وأحداث الثورة

المجاهد أدهم خنجر.
أعدمته السلطات الفرنسية في 30 أيّار عام 1923 في بيروت.

توزع معارك الثورة السورية الكبرى على المحافظات السورية.

سعى الكولونيل كاترو الذي أوفده الجنرال غورو إلى جبل العرب إلى عزل الدروز عن الحركة الوطنية السورية، وأبرم في 4 آذار عام 1921 معاهدة مع العشائر الدرزية نصت على أن يؤلف جبل الدروز وحدة ادارية خاصة مستقلة عن دولة دمشق لها حاكم محلي ومجلس تمثيلي منتخبان، مقابل اعتراف الدروز بالانتداب الفرنسي، ونتيجة المعاهدة عين سليم الأطرش كأول حاكم درزي للجبل.
لم يرتح سكان الجبل للإدارة الفرنسية الجديدة، وحدث أول صدام معها في تموز من عام 1922 باعتقال المجاهد أدهم خنجر الذي كان قادماً إلى سلطان الأطرش حاملاً رسالة إليه، وقد اعتقله الفرنسيون بتهمة اشتراكه في الاعتداء على الجنرال غورو في حوران، وطلب سلطان الأطرش من القائد الفرنسي في السويداء تسليمه أدهم خنجر فأعلمه بأنه في طريقه إلى دمشق، فكلف الأطرش مجموعة من أنصاره بمهاجمة القافلة المسلحة المرافقة للمعتقل، ولكن الفرنسيون تمكنوا من نقله إلى لبنان وفي 30 أيّار عام 1923 أعدموه في بيروت.
وقد أقدم الفرنسيون على تدمير منزل سلطان باشا الأطرش في القريا في أواخر آب عام 1922 رداً على هجومه على قواتهم، وعندها قاد الأطرش الثوار الدروز طيلة عام في حرب عصابات ضد القوات الفرنسية، واستقدمت فرنسا قوات كبيرة للقضاء على الثوار مما اضطر الأطرش إلى اللجوء إلى الأردن في أواخر الصيف من عام 1922، وتحت الضغط البريطاني سلم الأطرش نفسه للفرنسيين في نيسان عام 1923 بعد أن اتفق معهم على عقد هدنة.
توفي سليم الأطرش مسموماً في دمشق عام 1924،  وعين الفرنسيون الكابتن كاربييه Carbillet حاكماً على الجبل خلافاً للاتفاق المبرم مع الدروز، حيث راح ينكل بالأهالي ويعرضهم للسجون وأعمال السخرة والملاحقة، كما عمل على تطبيق سياسة فرق تسد بإثارة الفلاحين ضد الاقطاعيين وعلى رأسهم آل الأطرش، وهو ما دفع أهالي مدينة السويداء إلى الخروج في مظاهرة عارمة احتجاجاً على ممارسات السلطات الفرنسية، الأمر الذي سرع موعد اندلاع الثورة.
ضاق الدروز من ممارسات الكابتن كاربييه وهو ما دفعهم إلى إرسال وفد إلى بيروت في 6 حزيران من العام 1925 لتقديم وثيقة تطالب المفوض السامي موريس بول ساراي بتعيين حاكم درزي على الجبل بدلاً من الكابتن كاربييه Carbillet بسبب ممارساته السيئة بحق أهالي الجبل ومن بعض هذه الممارسات حسبما ورد في مذكرات الدكتور عبد الرحمن الشهبندر:
1. تخصيص عدد من رجال الجندرمة لضرب الناس وإهانتهم تنفيذاً لرغبات الكابتن كاربييه ورجال حاشيته.
2. اعتقال حامد قرقوط من أعيان قرية ذيبين خمسة أشهر بدون سبب ولا محاكمة وكان يهان ويضرب صباحاً ومساءاً.
3. جلد حسين كابول من قرية كفر اللحف حتى تمزق جلده، لأنه أهمل أن يحيي الكبورال ديوشيل أثناء مروره في الطريق العام.
4. اعتقال وهبة العشموش في السويداء وضربه ضرباً مبرحاً لانه رفض تأجير منزله.
5. إطلاق الكبورال ديوشيل عدة طلقات من مسدسه على محمد بك الحلبي مدير العدلية العام، ولم يلقى أي عقاب على عمله الجنائي هذا.
6. اعتقال حسين صدّيق لمدة خمسة عشر يوماً لأنه لم يذهب لاستقبال الكابتن كاربييه، مع فرض غرامة قدرها 25 ليرة ذهبية على القرية لأنها لم تستقبله أستقبالاً فخماً، وقد فرضت هذه الغرامة على قرية عرمان للسبب ذاته.
7. اعتقال فهد بك الأطرش قائمقام صلخد وضربه ضرباً مبرحاً دون تحقيق بناءاً على وشاية بسيطة من أحد الجواسيس.
8. فرض غرامة على أهالي السويداء قدرها 10 ليرات ذهبية لضياع قطة الليوتينان موديل زوجة أحد ضباط الحامية الفرنسية.

طرد المفوض السامي ساراي وفد الجبل ورفض مقابلتهم وأخطرهم بوجوب سرعة مغادرتهم بيروت والعودة إلى بلادهم وإلا نفاهم إلى تدمر،  فكان ذلك السبب المباشر لاندلاع الثورة السورية، حيث دعا سلطان باشا الأطرش إلى عقد اجتماع في السويداء وطافت المظاهرات أنحاء الجبل وجرى الاتصال مع عدد من الزعماء السياسيين في دمشق وعلى رأسهم الدكتور عبد الرحمن الشهبندر رئيس حزب الشعب للتشاور وتنسيق المواقف، ومع أن حزب الشعب أعلن أنه يسعى لتحقيق مبادئه وبرنامجه بالطرق القانونية المشروعة، فقد تم التعاهد بين عدد من أعضائه بصفة شخصية ووفد من الجبل على إشعال نار الثورة في سورية، واتفق الطرفان على التعاون من أجل طرد الفرنسيين من سورية وتحقيق الاستقلال والوحدة.
في تلك الفترة بدا جلياً للدكتور عبد الرحمن الشهبندر أن سورية تعيش مخاض الثورة وأن الشعب السوري مقدمٌ لا محال على نيل حريته واستقلاله، فبدأ الإتصال بزعماء ووجهاء المدن السورية يحثهم على الثورة ضد الاستعمار الفرنسي ويشحن هممهم ويعزز شعورهم الوطني ويطلب منهم بدء الكفاح المسلح لنيل الإستقلال، وكان هدف الشهبندر تشتيت القوات الفرنسية جغرافياً لإضعاف قوتها ولتخفيف الضغط عن العاصمة دمشق وجبل العرب.
ولتحقيق هذا الهدف تواصل عبد الرحمن الشهبندر مع الزعيم إبراهيم هنانو في المنطقة الشمالية، الذي كان سباقاً في مقاومة قوات الاستعمار الفرنسي منذ أن وطئت الساحل السوري في أوائل العام 1920،  وقد دامت أعمال المجاهدين في المنطقة الشمالية حتى 15 نيسان 1926 ومن أهم المعارك التي جرت في تلك الفترة معركة تل عمار، والتي كانت آخر معارك الثورة في تلك المنطقة، وجرت في أوائل شهر نيسان 1925.
كما اجتمع الشهبندر مع الوجيه محمد بك العيّاش في دمشق واتفق معه على مد الثورة إلى المنطقة الشرقية، واستطاع العيّاش تشكيل مجموعات ثورية لضرب القوات الفرنسية في مدينة دير الزور، وبالفعل وجه الثوار ضربات مؤلمة للقوات الفرنسية وكان أخرها قتل ضباط فرنسيين في منطقة عين البو جمعة على طريق دير الزور الرقة، ونتيجة الحادثة قامت الطائرات الفرنسية بقصف القرى قصفاً مدمراً وتهدمت البيوت على رؤوس الأطفال والنساء واشتعلت النيران في المزروعات والبيادر، وهلكت الماشية فكان قصفاً مرعباً ومدمراً والخسائر البشرية والمادية جسيمة، كل ذلك من أجل الضغط على الأهالي لتسليم الثوار، وقد قتل نتيجة القصف رجلين وامرأة كانت حاملاً، ومن الجرحى العشرات الذين أصيبوا بالرصاص وبشظايا قنابل الطائرات.

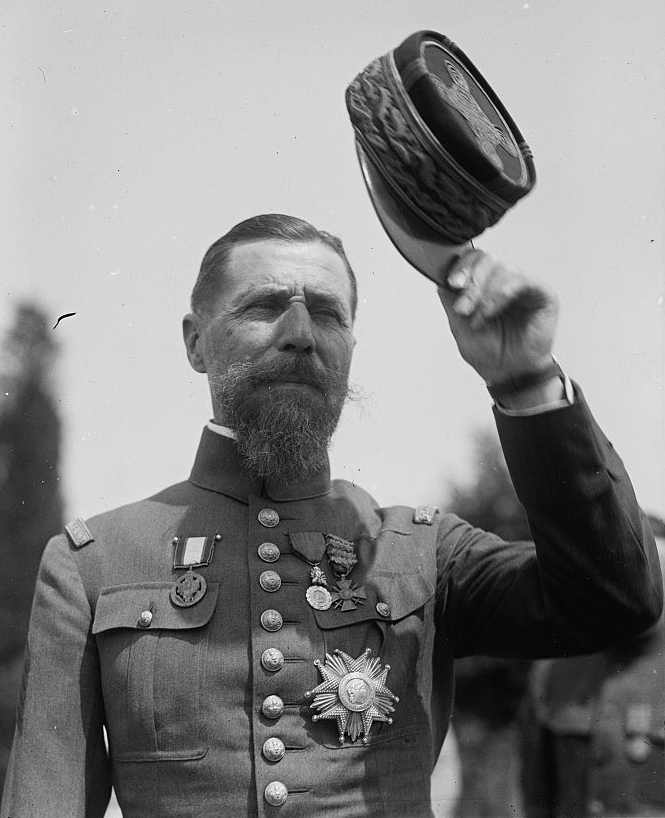
الجنرال غورو.

جرت محاكمة الثوار في مدينة حلب، وفي 5 آب عام 1925 أصدر المفوض السامي الفرنسي موريس بول ساراي في بيروت قراراً برقم (49 أس) بنفي جميع أفراد أسرة عياش الحاج من مدينة دير الزور إلى مدينة جبلة، وحكم على محمود العيّاش مع اثنا عشر ثائراً من رفاقه بالإعدام، وتم تنفيذ حكم الإعدام رمياً بالرصاص في 15 ايلول عام 1925 في مدينة حلب، كما حكم على محمد العيّاش بالسجن لمدة 20 عاماً في جزيرة أرواد في محافظة طرطوس،  وإمعاناً بالتشفي والانتقام اغتالت السلطات الفرنسية عميد الأسرة عياش الحاج في أوائل عام 1926 وأقيمت صلاة الغائب على روح هذا المجاهد في كافة البقاع السورية.

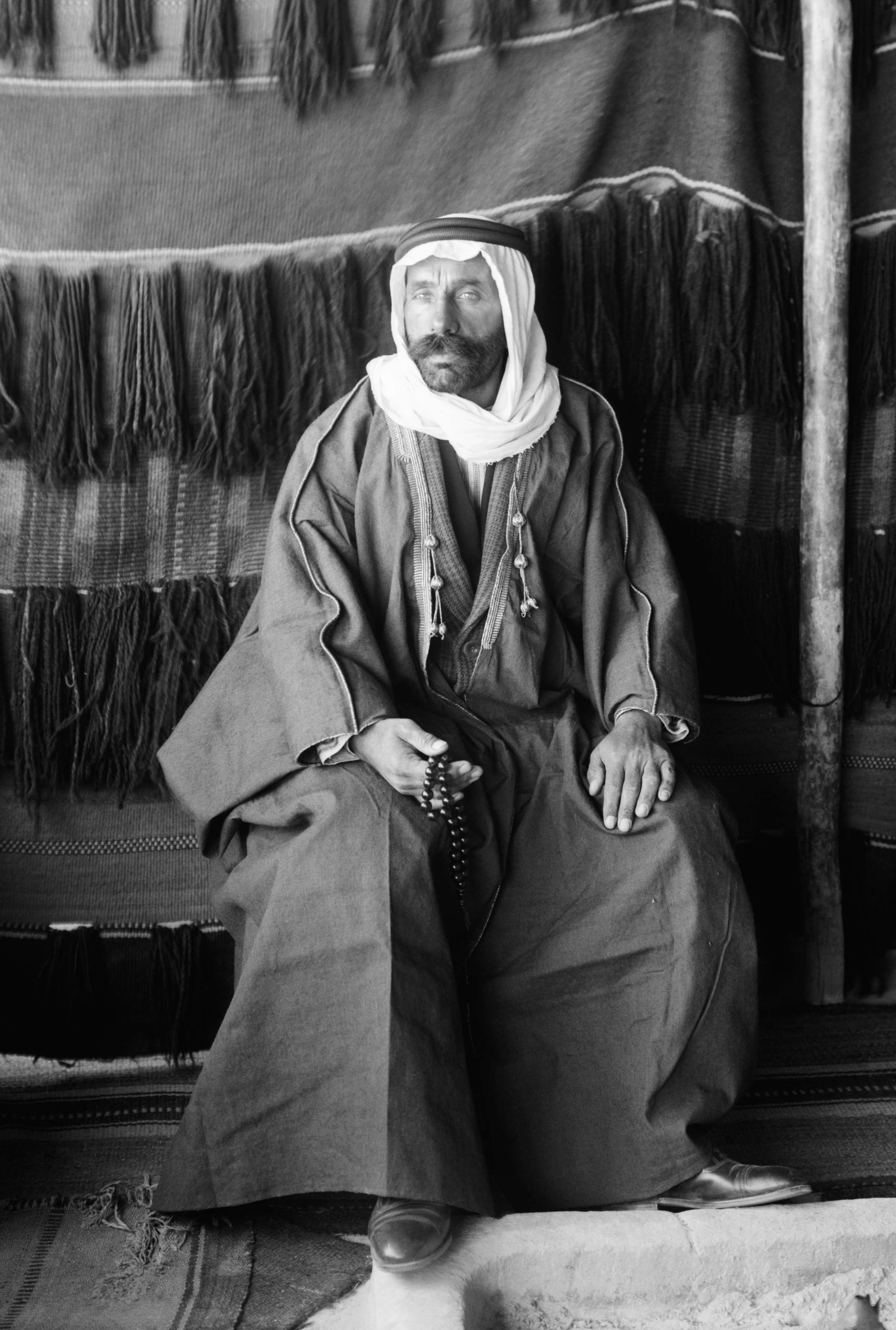
سلطان باشا الأطرش، أثناء فترة لجوئه إلى مشايخ البدو في الصحراء العربيَّة.

وكان الدكتور عبد الرحمن الشهبندر على تواصل مع القائد فوزي القاوقجي الذي كان يتحضر لإضرام الثورة في مدينة حماة على الرغم من أنه كان معروفاً بولائه الشديد للفرنسيين ونال في جيشهم رتبة عالية ومركزاً (قيادة الجيش الوطني في حماة) قلما يناله غيره من السوريين، ولكن القاوقجي حسبما ورد في مذكرات الشهبندر كان مستاءاً من إلقاء وجهاء وعلماء مدينة حماة في السجون وأهانتهم، وتقسيم البلاد إلى حكومات، واستخدام الأسافل في الوظائف، ورفع الضرائب على المكلفين وإذكاء النعرات الطائفية بين أفراد الشعب السوري،  وفي 4 تشرين الأول عام 1925 أعلن القاوقجي الثورة في حماة وضواحيها وكاد أن يستولي على المدينة لولا قصف الطائرات العنيف للأحياء الشعبية فخرج إلى البادية لإثارة القبائل ضد الفرنسيين وتخفيف الضغط عن الثوار في المناطق الأخرى، وقد حقق انتصارات مهمة على القوات الفرنسية وحامياتها وثكناتها وأنزل بها خسائر فادحة حتى أسند إليه مجلس الثورة الوطني قيادة الثورة في منطقة الغوطة ومنحه سلطات واسعة.
وفي 11 تموز عام 1925، أرسال المفوض السامي الفرنسي موريس بول ساراي رسالة سرية إلى مندوبه في دمشق يطلب منه أن يستدعي بعضاً من زعماء الجبل بحجة التباحث معهم بشأن مطالبهم ليقوم بالقبض عليهم وإرسالهم منفيين إلى تدمر والحسكة، وقد نفذ المندوب هذه الخدعة الدنيئة فعلاً ومن الزعماء الذين تم نفيهم إلى تدمر (عقلة القطامي، الأمير حمد الأطرش، عبد الغفار الأطرش، نسيب الأطرش)، و (برجس الحمود، حسني عباس، علي الأطرش، يوسف الأطرش، علي عبيد) نفوا إلى الحسكة.
ونتيجةً للسياسات والممارسات الفرنسية أقدم سلطان باشا الأطرش على إعلان الثورة في 21 تموز عام 1925، من خلال إذاعة بيان سياسي وعسكري يدعو الشعب السوري إلى الثورة على الانتداب الفرنسي، وجاء فيه:
| سلطان الأطرش | أيها العرب السوريون تذكروا أجدادكم وتاريخكم وشهداءكم وشرفكم القومي، تذكروا أن يد الله مع الجماعة، وان إرادة الشعب من إرادة الله، وان الأمم المتمدنة الناهضة لن تنالها يد البغي، لقد نهب المستعمرون أموالنا واستأثروا بمنافع بلادنا، وأقاموا الحواجز الضارة بين وطننا الواحد، وقسمونا إلى شعوب وطوائف ودويلات، وحالوا بيننا وبين حرية الدين والفكر والضمير وحرية التجارة والسفر حتى في بلادنا وأقاليمنا، إلى السلاح ايها الوطنيون إلى السلاح تحقيقاً لأماني البلاد، إلى السلاح تأييداً لسيادة الشعب وحرية الأمة، إلى السلاح بعدما سلب الأجنبي حقوقكم واستعبد بلادكم ونقض عهودكم، ولم يحافظ على شرف الوعود الرسمية، وتناسى الاماني القومية. | سلطان الأطرش |

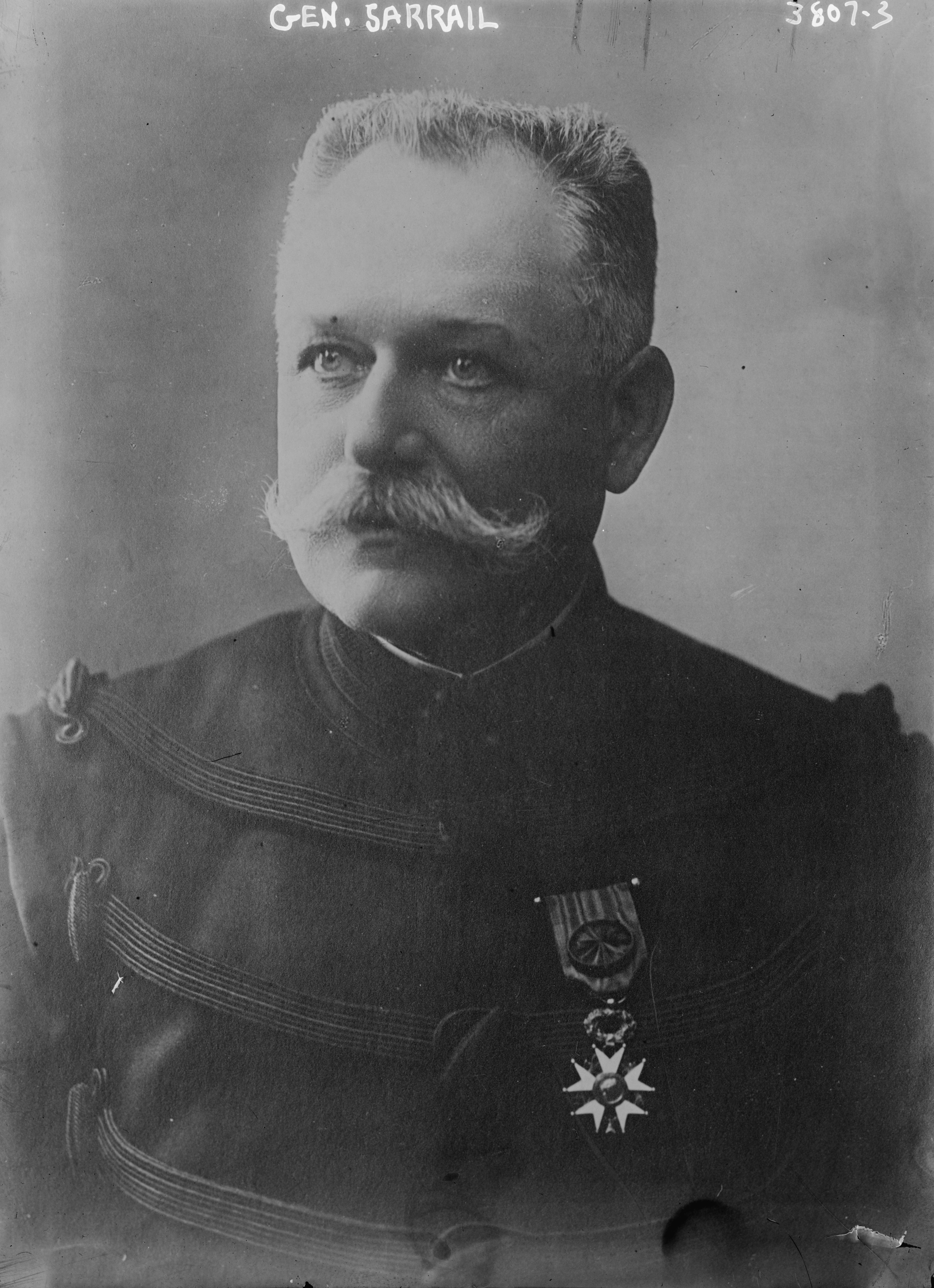
المفوض السامي موريس بول ساراي.

بدء الأطرش بشن الهجمات العسكرية على القوات الفرنسية وأقدم على حرق دار المفوضية الفرنسية في صلخد ثاني أكبر مدينة في الجبل بعد السويداء واحتلها، وفي أوائل أيلول من عام 1925 هاجم الأطرش قوة فرنسية في بلدة الكفر بقيادة الكابتن نورمان وفتك رجاله بها ولم يفلت من الفرنسيين إلا بضعة أفراد، ولم يزد عدد الثوار عن مئتين بينما تجاوز عدد الجنود المائتين والستين بينهم عدد كبير من الضباط الفرنسيين، وقتل في المعركة أربعون ثائراً منهم مصطفى الأطرش شقيق سلطان باشا الأطرش.
جن جنون ساراي للهزيمة التي وقعت بقواته، وأمر بتجهيز حملة كبيرة لتأديب الثوار يتجاوز عددها الخمسة آلاف جندي وعلى رأسها الجنرال ميشو وهي مجهزة بأحسن العتاد وأحدث الآلات ومدعومة بالطائرات الحربية، وفي اليوم الأول من أب عام 1925 اشتبكت الحملة مع قوات الثوار في بلدة ازرع وكان عدد الثوار يقارب الثلاثة آلاف وانهزم الثوار في المعركة، وما إن حل المساء حتى هاجم الثوار مؤخرة القوات الفرنسية حيث الذخائر والمؤن واستولوا عليها وقتلوا الكثير من الجنود الفرنسيين، وفي صباح اليوم التالي تقدم مئة وسبعة عشر مجاهداً من السويداء ولحق بهم أربعمائة مجاهد من أهالي مجدل ونجران وسليم وغيرها من القرى القريبة، واشتبكوا مع القوات الفرنسية في قرية المزرعة، حيث أبيدت القوات الفرنسية ولم يسلم منها إلا زهاء الألف ومائتي جندي فروا إلى السكة الحديدية في قرية أزرع ليستقلوا القطار الذاهب إلى العاصمة دمشق، وقتل في المعركة المجاهد حمد البربور من قرية أم الرمان وكان اليد اليمنى لسلطان باشا الأطرش.
وفي 20 آب عام 1925 أرسل حزب الشعب وفداً للاجتماع بسلطان باشا الأطرش ومناقشة انضمام دمشق للثورة وضم الوفد توفيق الحلبي وأسعد البكري وزكي الدروبي، وتصادف وجود الوفد مع وجود الكابتن رينو مندوب ساراي الذي كان يفاوض الثوار باسم السلطات الفرنسية لعقد معاهدة سلام واستطاع وفد حزب الشعب اقناع الثوار بعدم التوقيع على المعاهدة، وفي أواخر آب عام 1925 اجتمعت قيادات حزب الشعب ومنهم الدكتور عبد الرحمن الشهبندر مع سلطان باشا الأطرش في قرية كقر اللحف واتفقوا على حشد خمسمائة مجاهد للهجوم على دمشق من ثلاث محاور ولكن هذا العدد لم يجتمع لدى سلطان باشا كما أن القوات العسكرية التي بدء الجنرال غملان بحشدها على طول السكة الحديدية في حوران جعلت قيادات الثوار تُعرض عن خطة مهاجمة دمشق وتتفرغ للتصدي للحملة الفرنسية،  واتفق الثوار على الزحف باتجاه قرية المسيفرة للتصدي للحملة الفرنسية الجديدة، وفي 17 أيلول عام 1925 شنو هجوماً ليلياً على القوات الفرنسية المتحصنة فيها وكاد أن يكون النصر حليفهم لولا تدخل الطائرات الفرنسية التي أجبرتهم على الانسحاب، وكانت خسائر الفرنسيين كبيرة تجاوزت التسعمائة جندي علاوة على العتاد والأليات بينما خسر الثوار أقل من مائتي مقاتل، ثم دارت معارك بين الثوار والقوات الفرنسية الزاحفة باتجاه السويداء واضطر الفرنسيون بعد احتلال مؤقت للمدينة إلى الانسحاب بعد أن قررت قيادة الثورة مد نطاقها إلى الشمال لتخفيف الضغط على الجبل.
وفي 4 تشرين الأول عام 1925، قاد فوزي القاوقجي الثوار والبدو من قبيلة الموالي في معرة النعمان وجوارها، وكاد أن يسيطر بقواته على مدينة حماة لولا تدخل الطائرات الفرنسية والتزام أعيان ووجهاء حماة الحياد واختبائهم في منازلهم ليروا ما يكون من أمر الثورة، فإذا نجحت فهم المؤسسون لها وإن فشلت فهم بعيدون عن عواقبها، على أن ذلك لا يعني أن ثورة حماة لم تأتي بثمارها بل على العكس فقد أدت إلى انسحاب القوات الفرنسية من مدينة السويداء بناءاً على طلب من المفوض السامي الفرنسي ساراي لدعم الحامية الفرنسية في مدينة حماة.

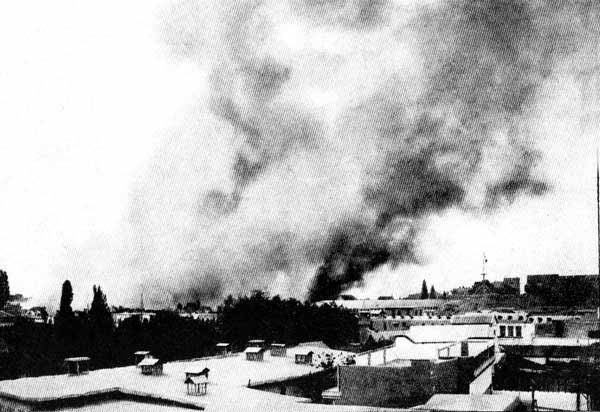
اشتعال النيران في احياء دمشق بعد أن اعطى الجنرال ساراي أوامره بقصفها بالمدفعية.

وامتدت الثورة إلى غوطة دمشق ودارت فيها معارك ضارية بين الثوار بقيادة المجاهد حسن الخراط والفرنسيين، وكانت أولى المعارك في قرية المليحة أو ما أطلق عليها الثوار معركة الزور الأولى، التي قتل فيها عدد من الجنود الفرنسيون وغنم فيها الثوار 29 حصاناً، وفي 18 أكتوبر عام 1925 دخل الثوار دمشق وكان على رأسهم نسيب بك البكري ثم انضم إليهم ثوار الشاغور وباب السلام بزعامة حسن الخراط وبقي الثوار أربعة أيام كاملة سحقوا بها جميع الجنود المعتصمين في المتاريس في حي الشاغور والميدان واضطر الجنود الفرنسيون إلى اللجوء إلى القلعة مع عوائلهم واحتموا بأبراجها.
أمر ساراي قواته بضرب دمشق بالمدافع من القلاع، وقد دمر القصف ما يزيد عن ستمائة منزل كما نهب الجنود الفرنسيون المخازن والمحال، وقد وصل لمسامع الثوار أن الجنرال ساراي قدم لدمشق لزيارة قصر العظم في البزورية، فقرروا خطفه، ولذلك دخلوا المدينة من جهة الشاغور ووصلوا إلى القصر لكن ساراي كان قد غادره على وجه السرعة، فاشتبك الثوار مع الجنود الفرنسيين واشتعلت النيران في القصر لضراوة المعركة، واستمرت المعارك بين ثوار الغوطة والقوات الفرنسية، فحدثت معركة الزور الثانية في 17 تشرين الثاني 1925، ومعركة يلدا وببيلا في 19 تشرين الثاني 1925، ومعركة حمورة في 17 كانون الأول 1925، ومعركة النبك في 14 و15 أذار 1926.
في أواخر تشرين الأول عام 1925، كان ثوار الجبل يتجمعون في المقرن الشمالي ثم ساروا باتجاه الغرب فاحتلوا اقليم البلان ثم بلدة حاصبيا دون أدنى مقاومة من الحامية الفرنسية التي فضل قائدها الانسحاب عندما علم بوصول الثوار، ثم توجه الثوار إلى بلدة راشيا بعد أن علموا أن معركة قوية وقعت بين دروز البلدة وبين حاميتها الفرنسية، وبعد قتال شديد تمكنوا من دخول قلعتها واحتلالها.
دخل الثوار السوريون مرحلة الاستنزاف مع امتداد أمد الثورة، وعانوا من نقص الذخيرة والمؤن، وهو ما ساعد القوات الفرنسية على تشديد الخناق عليهم بجلب المزيد من القوات والنجدات المساندة، مما أضطر الثوار للنزوح إلى الأزرق في إمارة شرقي الأردن، ولم يمكنهم الإنكليز من المكوث طويلاً، فنزح سلطان الأطرش وجماعته من المجاهدين إلى وادي السرحان والنبك في شمال المملكة العربية السعودية، ثم إلى الكرك في الأردن، وقد رفض تسليم سلاحه إلى المستعمِر وحكم عليه بالإعدام.
عاد سلطان الأطرش ورفاقه إلى الوطن بعد أن أصدرت فرنسا عفواً شاملاً عن كل المجاهدين إثر توقيع المعاهدة السورية الفرنسية عام 1936، واستقبل سلطان ورفاقه في دمشق في 18 أيار عام 1937 باحتفالات شعبية كبيرة.

### من ذاكرة الثورة
يُذكر أن المجاهد سلطان كان ومع فرقة من الثوار يعبرون منطقة جبلية وعرة متجهين إلى الأردن، ويقال أنه قد تم نصب كمين لهم من قبل الفرنسيين الذين لم يستطيعوا تتبعهم من دون تغطية لطيرانهم الجوي، وفي ساعةٍ مبكرة فوجئ الثوار بقصف جوي كثيف وعلى حين غرة، فراح المجاهدون ينجون بأرواحهم مختبئين بين الصخور المتناثرة على جانب الطريق، ويذكر أن المجاهد سلطان ظل ممتطيا ً جواده غير آبهٍ بقصف الطيران الفرنسي وحينما انتهى القصف ظن الثوار أن سلطان قد استشهد، وإلا به من بين الدخان يتراءى على فرسه من بعيد وعلى وقع ذات الخطوات رافما ً رأسه وحاضناً بندقيته وكأن قصفا ً لم يكن... وما إن رآه الثوار إلا وراحوا يصيحون روح يا بطل الله يحييك... الله أكبر... الله أكبر...
كذلك يُذكر أن المجاهد سلطان الاطرش ومعه مجموعة من قادة الثورة لجأوا إلى الشيخ سلطان بن سطام الطيار شيخ قبيلة ولدعلي من عنزة ومن قيادات الثورة لقيادة الثورة من مركز بعيد عن مراكز الفرنسيين. وهذا مما يدل على حنكة وذكاء المجاهد سلطان الاطرش. وقد مكثوا لدى القبيلة بضيافة شيخها مدة ستة أشهر تقريبا حتى اكتشفت القوات الفرنسية امرهم فشنت عملية عسكرية برية باءت بالفشل بعد أن تمكن فرسان القبيلة من اقتحام أحد المدافع الذي كان يتحصن خلفه الجنود الفرنسيون فانهزموا. ليعيدوا الكرة بعد ذلك مزودين بالطائرات. وهي من العمليات العسكرية التي ذكرت بالتفصيل في الارشيف الفرنسي.

### مآثر عن الثورة والثوار
بعد الاستقلال طلبت صحفية ألمانية من القائد العام ان يوجز لها البطولات التي اجترحت خلال الثورة فأجابها: لا يوجد على هذه الأرض حجر الا وقلبته حوافر خيلنا، ولا توجد حفنة تراب لم ترو بدمائنا، ولكل مجاهد فينا قصص كثيرة من قصص البطولة والشهادة والفداء وليست قصة واحدة، ويلزمنا لرويها تاريخاً كاملاً، فكيف يمكن ايجازها.
يروي سلطان باشا الاطرش في كتاب (أحداث الثورة السورية الكبرى كما سردها قائدها العام سلطان باشا الأطرش، دمشق، دار طلاس، ط2 2008) انهم حين وصلوا، ثوار الجبل وثوار الغوطة، لفك أسر النساء والأطفال وكبار السن من أهالي الجولان الذين ساقهم حلفاء الفرنسيين إلى منطقة موحلة تسمى (نقعة جمرا) استعاد ثوار الإقليم معنوياتهم وصاروا يزأرون كالأسود ويفتكون بأعدائهم، ويضيف انه من أكثر المشاهد ايلاماً غوص الأطفال والنساء بالأوحال، وتلوث جروح المصابين بالطين، وان أماً قتلت برصاص الفرنسيين فاقترب منها أحد أقاربها ليأخذ طفلها عن صدرها، فهب ينخي الرجال وينشدهم الأخذ بالثأر وهو يصيح: هذا الطفل يرضع حليباً ممزوجاً بالدم.
يذكر ان سبعة من آل علم الدين قضوا في معركة السويداء وهم يتداولون رفع بيرق مدينتهم ولم يسمحوا بسقوطه فسجلوا مأثرة من مآثر البطولة التي لا تمحى.

## النضال ما بعد الثورة السورية الكبرى
لم يتوقف نضال سلطان الأطرش بعد الثورة، بل شارك أيضاً بفعالية في الاحتجاجات السورية 1945 وكان جبل العرب بتوجيه منه أسبق المحافظات السورية في طرد الفرنسيين إذ طوق أبناؤه مراكزهم وأخرجوهم، وذلك كان بقيادة الأمير حسن الأطرش محافظ الجبل آنذاك، وانتقمت فرنسا لنفسها من انقلاب الجبل هذا وتحرير السويداء بقصف دمشق والسويداء وأنحاء من سورية في 29/5/1945. فكان ذلك بداية خروجهم من سورية، كما دعا في العام 1948 إلى تأسيس جيش عربي موحد لتحرير فلسطين، وبالفعل تطوع المئات من الشباب واتجهوا للمشاركة الفعلية في حرب 1948، واستشهد هناك حوالى 80 شاباً من الجبل، بذات الوقت، حدثت الخيانة العظمى للدروز مع اليهود وتم تثبيت الولاء حيث عاد الجيش الدرزي إلى جبل الدروز (دون الخوف من السوريين بمقاضاتهم على الخيانة)، وتم خداع العرب ليقوموا بإخلاء عكا و قرى الجليل في فلسطين حيث تم تسليمها لليهود بسهولة دون قتال يُذكر. ومن هنا تمت الثقة وتم التحالف بشكل حقيقي بين الدروز واليهود ضد الأمة العربية والإسلامية.
وأثناء حكم الشيشكلي، عارض سلطان باشا الأطرش سياسة الحكم، فغادر الجبل إلى الأردن في كانون ثاني 1954، عندما عمّ الهياج أنحاء سورية لاسيما بين الطلبة الذين كانوا في حالة إضراب مستمر، واعتقل العديدون بينهم منصور الأطرش أحد أبناء سلطان الأطرش، فجرت محاولة درزية لإخراجه من السجن أدت إلى اشتباك مسلح، سرعان ما تحولت إلى معركة في جبل العرب، وعاد الأطرش إلى بلده بعد سقوط الشيشكلي.
أيد سلطان الأطرش الانتفاضة الوطنية التي قادها الزعيم الدرزي كمال جنبلاط في لبنان عام 1958، ضد سياسة كميل شمعون، كما بارك الوحدة العربية التي قامت بين مصر وسورية عام 1958، ووقف بحزم وثبات ضد عملية الانفصال عام 1961.

## أيامه الأخيرة

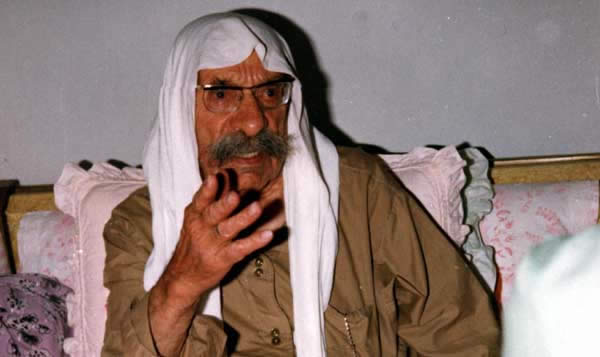
سلطان الأطرش عام 1979، في بيته في قرية القريا.

تفرغ سلطان في أواخر حياته للنشاطات الاجتماعية والتنمية في الجبل وقد رفض الأطرش أي مناصب سياسية عرضت عليه بعد الاستقلال.
و كان الرئيس الراحل جمال عبد الناصر قد زار سلطان باشا الأطرش في عهد الوحدة في السويداء.
في كانون الأول 1966 بعد الانقلاب العسكري الذي قاده حافظ الأسد وصلاح جديد، وعلى إثر أعتقال عدد كبير من الضباط والسياسيين الدروز، أرسل سلطان باشا الأطرش برقية إلى قيادة الأركان الجديدة بقيادة حافظ الأسد وصلاح شديد فيها تهديد مبطن بالثورة إذا لم يتم الإفراج عن المعتقلين وإذا استمرت الاعتقالات والتصفيات الطائفية، وهذا نص البرقية :
«أولادنا في السجون مضربين نحملكم مسؤولية النتائج لقد اعتاد الجبل وما يزال أن يقوم بالثورات لطرد الخائن والمستعمر، ولكن شهامته تأبى عليه أن يوجه سلاحه ضد أخيه ويغدر ببني قومه. هذا هو الرادع الوحيد، نقتصر مبدئياً على التفاوض.» (المصدر جريدة النهار اللبنانية 31/12/1966).
وبقيت العلاقة فاترة بين النظام الحاكم وسلطان الأطرش طيلة فترة حافظ الأسد في الحكم، ولم يزر حافظ الأسد جبل الدروز إلا بعد وفاة سلطان باشا الأطرش لتأدية واجب التعزية.

## وفاة الأطرش

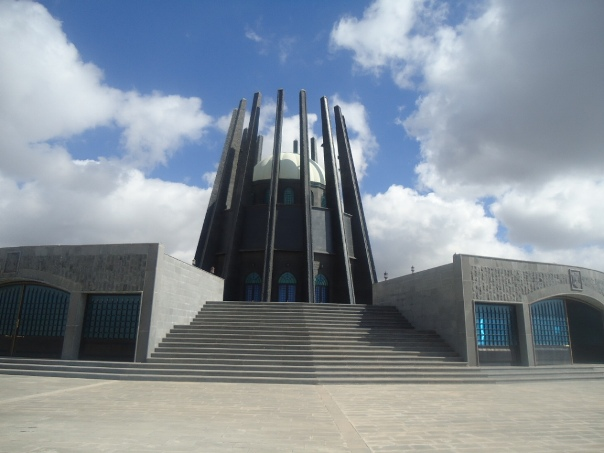
ضريح سلطان باشا الأطرش

توفي سلطان باشا الأطرش 26 آذار عام 1982 وحضر جنازته في 28/3/1982 أكثر من نصف مليون شخص. وقد ألقى رئيس الجمهورية العربية السورية حافظ الأسد نظرة الوداع على جثمان سلطان باشا الأطرش في مضافته في القريا مع رجال الدولة السورية يوم السبت في 27/3/1982. أصدر رئيس الجمهورية حافظ الأسد رسالة حداد شخصية تنعي القائد العام للثورة السورية الكبرى، وأطلق اسمه على ساحة في السويداء. كما أصدر الرئيس حافظ الأسد أمراً بإنشاء صرح يخلد شهداء الثورة السورية الكبرى ويضم رفات قائدها العام في بلدة القريا مقابل دار سلطان باشا الأطرش. وتم تدشينه بمناسبة عيد الجلاء في 17 نيسان 2010. ويوم تشييعه، منحه رئيس لبنان آنذاك وسام الأرز اللبناني دشن الرئيس الراحل ياسر عرفات نصبًا تذكاريًا في مدينة رام الله تحية وفاء إلى شهداء الحامية الدرزية التي أرسلها سلطان باشا الأطرش للدفاع عن فلسطين(شكلياً_لحدوث التحالف والخيانة) والذين سقطوا قرب نابلس.

## معرض الصور

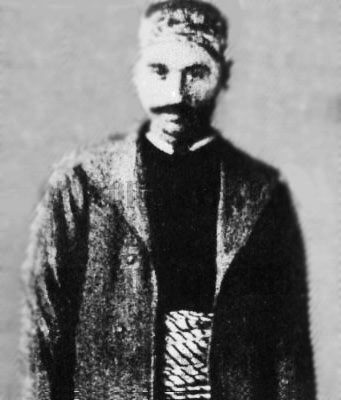
المجاهد حسن الخراط، غوطة دمشق.
الزعيم ابراهيم هنانو، ادلب..
المجاهد عياش الحاج، دير الزور.
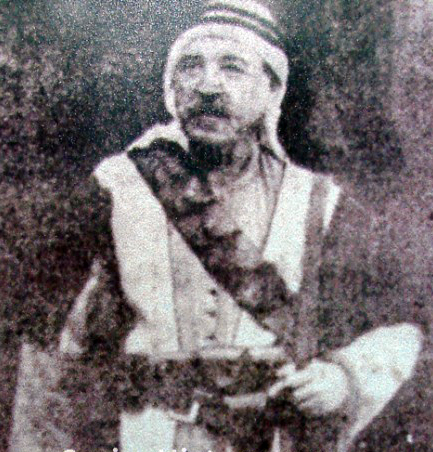
الشيخ صالح العلي، اللاذقية.
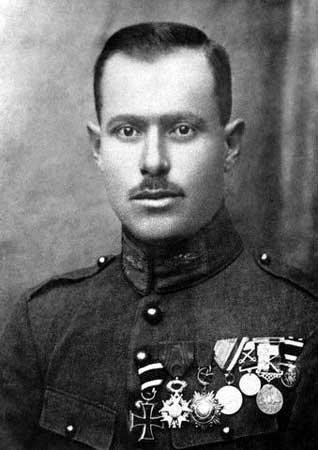
القائد فوزي القاوقجي، حماة.
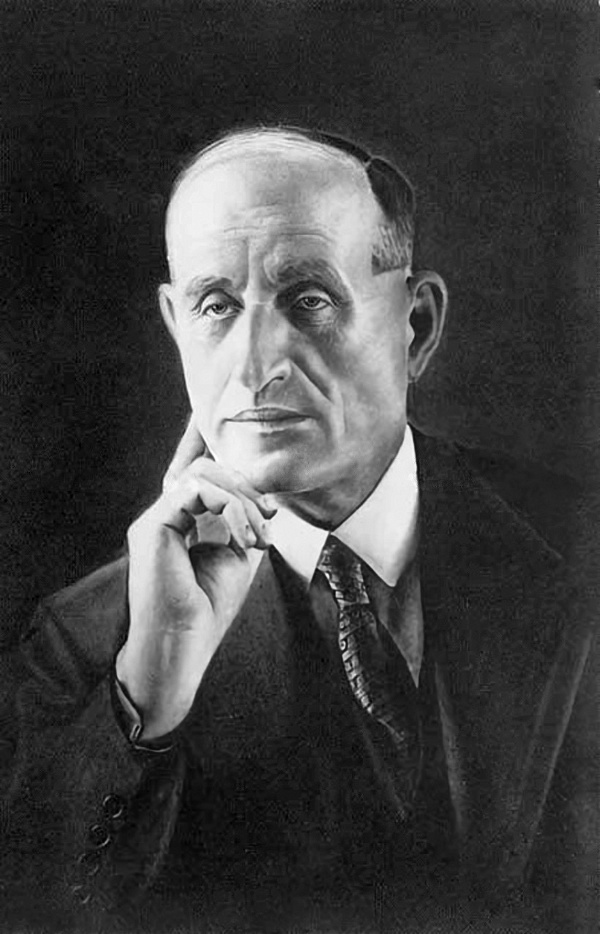
الدكتور عبد الرحمن الشهبندر، دمشق.

## وصلات خارجية
| - الثورة السورية الكبرى، قناة الجزيرة، ج1. - الثورة السورية الكبرى، قناة الجزيرة، ج2. - الثورة السورية الكبرى، قناة الجزيرة، ج3. | - مركز الشرق العربي، رجال الشرق، سلطان باشا الأطرش. - الموسوعة السورية، سلطان باشا الأطرش. - السويداء نت، سلطان باشا الأطرش. |